# Indiana Jones Adventure World
Indiana Jones Adventure World was een sociaal avonturenspel, uitgebracht door spelstudio Zynga op 9 september 2011. De term "sociaal" verwijst vooral naar Facebook, waar het spel gratis online gespeeld kon worden.
Het spel maakte gebruik van microtransacties, waarbij spelers zich verder doorheen het spel konden ontwikkelen door nieuwe voorwerpen of gadgets te kopen. Het spel werd overigens een combinatie van puzzel- en rolspelelementen toebedeeld.
Indiana Jones Adventure World werd offline gehaald op 14 januari 2013 en is sindsdien niet meer speelbaar.

## Gameplay
De bedoeling van Indiana Jones Adventure World was de zoektocht naar de schat van El Dorado. Het spel telde verschillende grote gebieden die moesten doorkruist worden en vol zaten met gevaren en uitdagingen. Als spelers gebieden voltooid hadden, werden ze beloond met geld, ervaringspunten en een soort toegangssleutel die hen een stap dichter bracht bij het openen van de mysterieuze tempel van El Dorado.